# Silent Alarm (Bloc Party)
Silent Alarm is het debuutalbum van Bloc Party en werd in 2005 uitgebracht. Het werd door het muziekblad NME uitgeroepen tot het beste album van het jaar 2005. Het album werd ondertussen weer uitgebracht met enkele toegevoegde tracks. Er is ook een versie waarbij een dvd van de band zit, met een documentaire, een liveoptreden en de video's.

## Titel
De titel van het album komt van een artikel uit de New Scientist, over een systeem in Japan dat aardbevingen kon waarnemen.

## Tracklist
| 1.                 | Like Eating Glass    | 4:22 |
| 2.                 | Helicopter           | 3:40 |
| 3.                 | Positive Tension     | 3:55 |
| 4.                 | Banquet              | 3:21 |
| 5.                 | Blue Light           | 2:47 |
| 6.                 | She's Hearing Voices | 3:29 |
| 7.                 | This Modern Love     | 4:25 |
| 8.                 | The Pioneers         | 3:35 |
| 9.                 | Price of Gasoline    | 4:19 |
| 10.                | So Here We Are       | 3:52 |
| 11.                | Luno                 | 3:57 |
| 12.                | Plans                | 4:10 |
| 13.                | Compliments          | 4:43 |
| Totale duur: 50:53 |                      |      |

### Bonusnummers
- "Every Time is the Last Time" — bonustrack, achter nummer 13 op de eerste uitgaven.
- "Little Thoughts" – 3:30 — nummer 10 op de Amerikaanse uitgave, en bonustrack op de wereldwijde heruitgave.
- "Two More Years" – 4:28 — bonustrack op de Amerikaanse uitgave, en op de wereldwijde heruitgave.
- "Plans" (Mogwai remix) – 3:39 — bonustrack op de Japanse uitgave.
- "So Here We Are" (Four Tet Remix) – 5:59 — bonustrack op de Japanse uitgave.
- "Pioneers" (M83 Remix)/"Every Time is the Last Time" – 14:09 — bonustrack op de Japanse uitgave.